# Grosser Rat (Waadt)

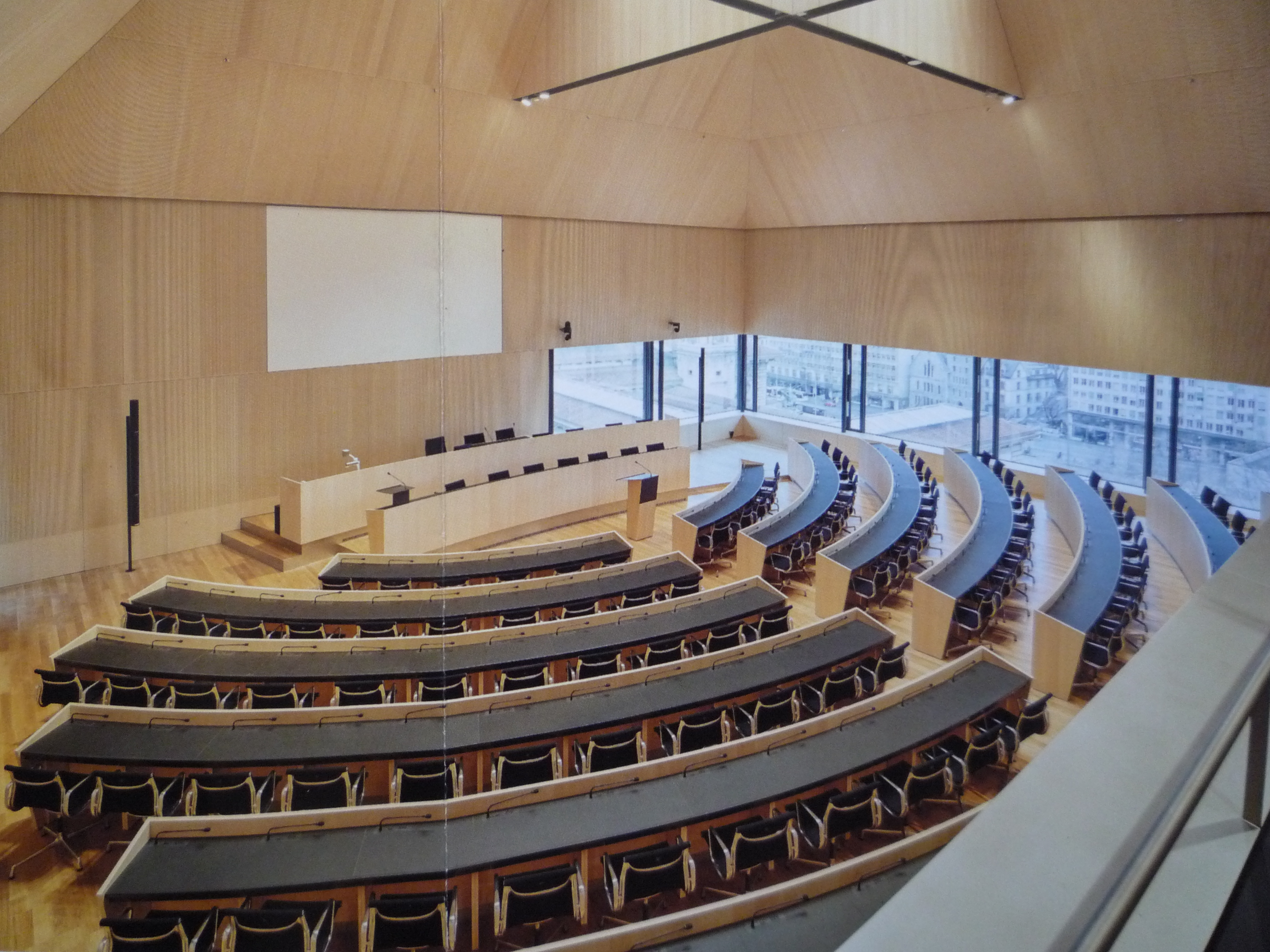
Grossratssaal

Der Grosse Rat des Kantons Waadt (französisch Grand Conseil du canton de Vaud) ist das Parlament des Kantons Waadt. Der Sitz des Parlamentes befindet sich im 1803 gebauten, 2014 bis 2017 erneuerten Grossratsgebäude in Lausanne. Dem Grossen Rat gehören 150 Abgeordnete an.

## Aufgaben

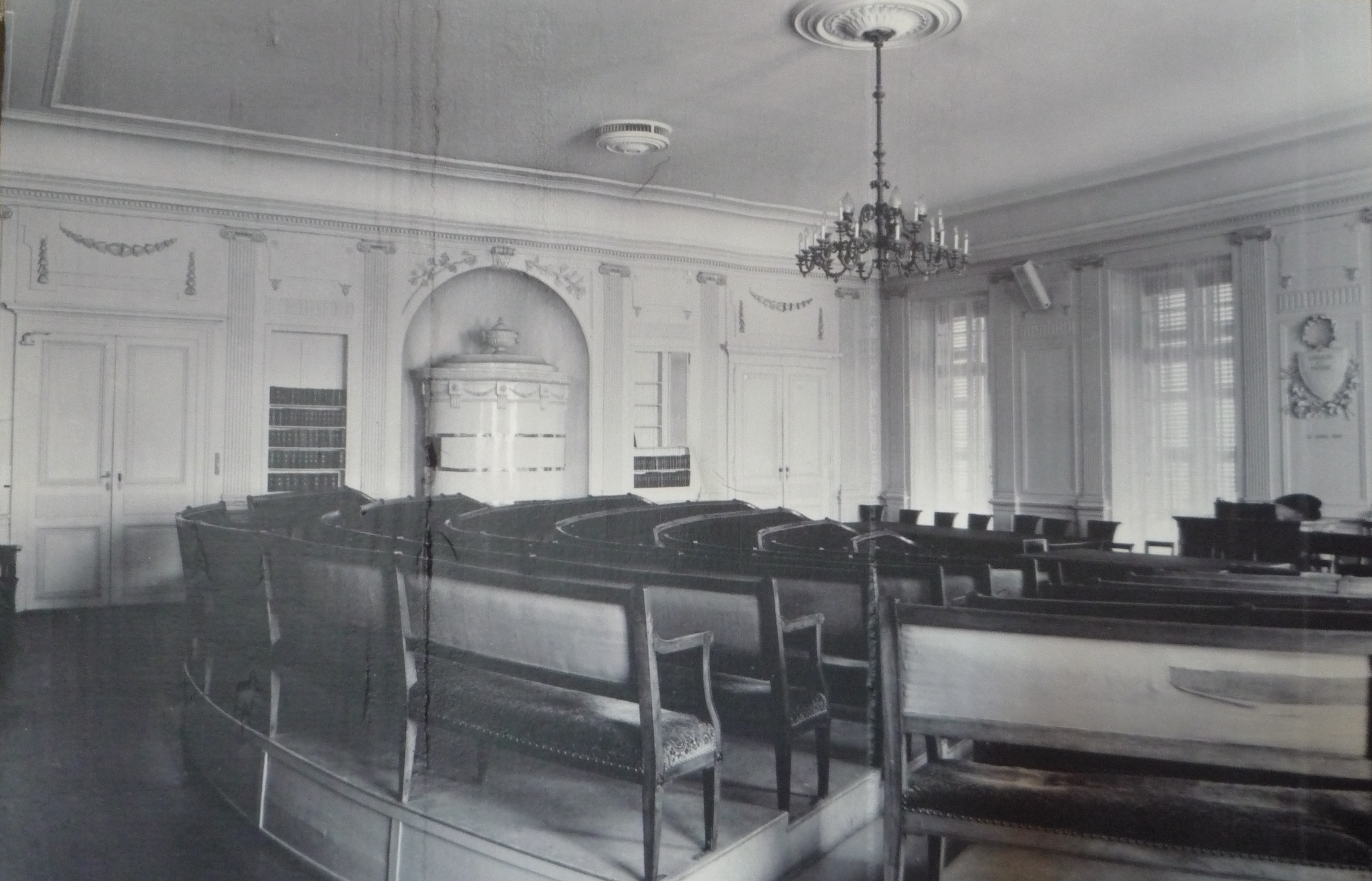
Alter Grossratssaal

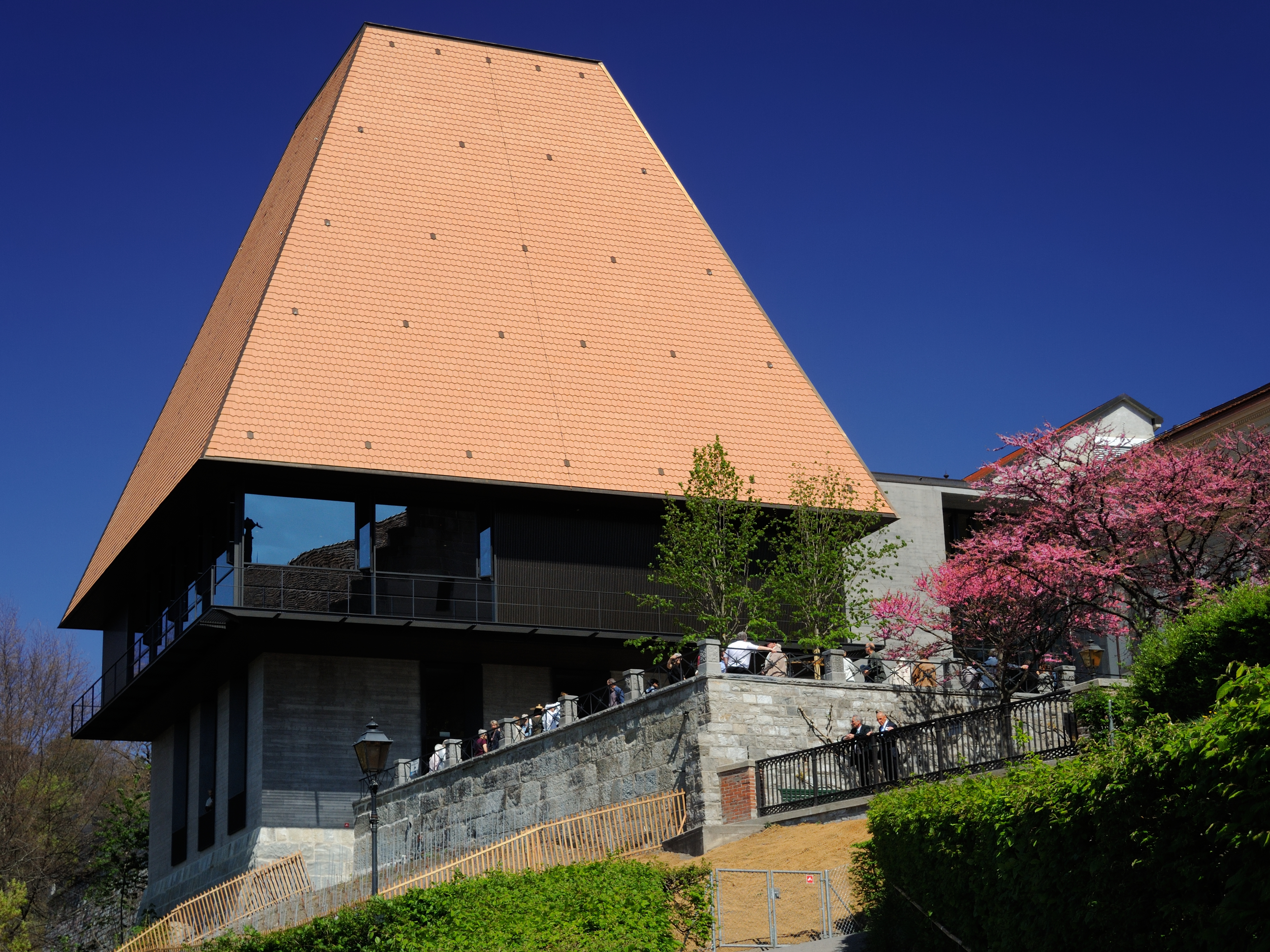
Neuer Grossratssaal von aussen

Der Grosse Rat bildet die Legislative des Kantons Waadt. Er kann Gesetze beschliessen, das kantonale Budget genehmigen und über Ausgaben abstimmen. Er ist das oberste Gremium, das den Staatsrat (Kantonsregierung), die kantonale Justiz sowie die öffentliche Verwaltung kontrolliert. Die Wahlen des Grossrats erfolgen im Rhythmus von fünf Jahren.

## Geschichte
Das Kantonsparlament entstand durch die Verfassung des 1803 neu gegründeten Kantons. Das Grossratsgebäude wurde vom Architekten Alexandre Perreaux neben dem Château Saint-Maire, dem Sitz der Kantonsregierung, gebaut. Am 14. Mai 2002 zerstörte ein Grossbrand das historische Bauwerk. Der danach errichtete Neubau fällt in der Innenstadt durch den imposanten, zeltartigen Trakt mit dem neuen Grossratssaal auf.

## Parteien

### Wahlergebnisse seit 1905
Bei den Wahlen von 1905 bis 2017 erreichten die angetretenen Parteien folgende Sitzzahlen:

### Aktuelle Zusammensetzung
- DA: 2
- Sol: 1
- S&E: 1
- PdA: 3
- Grüne: 25
- SP: 32
- GLP: 11
- LL: 2
- FDP: 50
- SVP: 23

## Wahlkreise
| Wahlkreis             | Unterwahlkreis | Sitze 2022 |
| --------------------- | -------------- | ---------- |
| Aigle                 |                | 8          |
| Broye-Vully           |                | 8          |
| Gros-de-Vaud          |                | 8          |
| Jura-Nord vaudois     | La Vallée      | 2          |
| Jura-Nord vaudois     | Yverdon        | 15         |
| Lausanne              | Lausanne-Ville | 26         |
| Lausanne              | Romanel        | 5          |
| Lavaux-Oron           |                | 12         |
| Morges                |                | 16         |
| Nyon                  |                | 19         |
| Ouest lausannois      |                | 15         |
| Riviera-Pays-d’Enhaut | Pays-d’Enhaut  | 2          |
| Riviera-Pays-d’Enhaut | Vevey          | 14         |